# Ralphs nächtliche Abenteuer
Ralphs nächtliche Abenteuer (Originaltitel: Broadway After Dark) ist ein US-amerikanisches Filmdrama aus dem Jahr 1924 von Monta Bell mit Adolphe Menjou in der Titelrolle. Der Film wurde von Warner Brothers Pictures produziert und basiert auf dem Bühnenstück Broadway After Dark von Owen Davis.

## Handlung
Der wohlhabende Stadtmensch Ralph Norton fühlt sich zu Helen Tremaine hingezogen, deren kokettes und überhebliches Verhalten jedoch dazu führt, dass er das oberflächliche Leben seiner Gesellschaftsklasse ablehnt. Er sucht Abgeschiedenheit in einer von Theaterleuten frequentierten Pension in einer Seitenstraße und trifft dort die Kellnerin Rose Dulane. Als sie wegen einer früheren Gefängnisstrafe entlassen wird, gibt Ralph sie in Theaterkreisen als sein Mündel aus. Als jedoch ein Detektiv versucht, ihr etwas anzuhängen, will sie desillusioniert weglaufen. Ralph greift ein und beschließt, sie vom Broadway wegzuholen und ein neues Leben zu beginnen.

## Hintergrund
Da keine Kopien der insgesamt sieben Filmrollen existieren, gilt der Film als verschollen.

## Veröffentlichung
Die Premiere des Films fand am 19. Mai 1924 in New York statt. 1925 kam er im Deutschen Reich in die Kinos.

## Kritiken
George T. Pardy schrieb in der Exhibitors Trade Review, Warner habe allen Grund, stolz auf das Werk zu sein. Das Bühnenstück wurde überarbeitet, umgestaltet, streng zeitgemäß aufgemöbelt und zu einem gepfefferten, farbenfrohen Film aufgepeppt, lebendig, einzigartig und höchst unterhaltsam.